# みどころガンガン大放送
『みどころガンガン大放送』（みどころガンガンだいほうそう）は、1977年4月13日から同年9月28日までTBS系列局（北陸放送などの一部のJNN単独加盟局を除く）で放送されていたTBS製作のドラマ仕立てのバラエティ番組である。全19回。放送時間は毎週水曜 19:30 - 20:00 （日本標準時）だが、プロ野球中継の時は休止。

## 概要
「みどころ学園」という架空の学校を舞台にしたバラエティ。毎回「みどころ学園」で起きるさまざまな珍騒動を、コメディタッチのドラマと歌で表現していた。ピンク・レディーを中心とする出演者構成で、ザ・ハンダースを始めとするお笑い系の人物も出演していた。異色なところでは、アクション女優の志穂美悦子もバラエティ初のレギュラー出演という形で出演していた。
テーマ曲は『若いってすばらしい』の替え歌。

## 出演者
- ミー（ピンク・レディー）
- ケイ（ピンク・レディー）
- 清水アキラ（ザ・ハンダース）
- アパッチけん（ザ・ハンダース）
- アゴいさむ（ザ・ハンダース）
- 桜金造（ザ・ハンダース）
- 鈴木末吉（ザ・ハンダース）
- 小林まさひろ（ザ・ハンダース）
- 藤村俊二 - 応援団員役で出演。
- せんだみつお - 応援団員役で出演。
- 志穂美悦子 - 空手部の主将役、シスター兼教師役で出演。
- 清水健太郎 - 合気道部の主将役で出演。
- ほか

## ゲスト
- 桜田淳子 - 1977年4月13日、1977年6月15日
- 千昌夫 - 1977年4月20日
- アパッチ - 1977年4月20日
- 梓みちよ - 1977年4月27日
- 林寛子 - 1977年4月27日
- 異邦人 - 1977年4月27日、1977年7月27日、1977年9月28日
- シェリー - 1977年5月4日
- ビューティ・ペア - 1977年5月18日、1977年9月7日
- 沢田研二 - 1977年5月25日、1977年7月6日
- 和田アキ子 - 1977年5月25日
- 加山雄三 - 1977年6月1日
- 石川さゆり - 1977年6月1日
- 郷ひろみ - 1977年6月15日、1977年8月31日
- 西城秀樹 - 1977年6月22日
- 太田裕美 - 1977年6月22日
- 森昌子 - 1977年6月22日、1977年8月24日
- 岡田奈々 - 1977年6月29日
- 細川たかし - 1977年6月29日
- 高田みづえ - 1977年7月6日、1977年8月24日
- 岩崎宏美 - 1977年7月20日、1977年8月31日
- アグネス・チャン - 1977年7月20日
- 榊原郁恵 - 1977年7月27日
- 荒木由美子 - 1977年7月27日
- 山口百恵 - 1977年8月3日
- あおい輝彦 - 1977年8月3日
- 南沙織 - 1977年8月17日
- あいざき進也 - 1977年8月17日
- 野口五郎 - 1977年9月7日
- 香坂みゆき - 1977年9月28日

## スタッフ
- 構成：田村隆、かとうまなぶ、居作中一
- 音楽：宮川泰
- 演奏：高橋達也と東京ユニオン、ベストアンサンブル
- コーラス：フィーリングフリー
- 製作著作：TBS

## 参考資料
- 毎日新聞縮刷版[どれ?]